# Urgleptes multinotatus
Urgleptes multinotatus är en skalbaggsart som först beskrevs av Bates 1881.  Urgleptes multinotatus ingår i släktet Urgleptes och familjen långhorningar.
Artens utbredningsområde är:
- Guatemala.
- Honduras.
- Nicaragua.

Inga underarter finns listade i Catalogue of Life.